# Грамота.ру
«Гра́мота.ру» (полное название — Справочно-информационный портал «Грамота.ру») — интернет-портал, посвящённый русскому языку.
Имеет службу проверки правописания слов с помощью поиска по нескольким академическим словарям, первый из которых — Русский орфографический словарь Российской академии наук под редакцией доктора филологических наук профессора Владимира Лопатина. На портале публикуются информационно-справочные материалы и даются онлайн-консультации.
Основатель и первый руководитель проекта — Алексей Кормилицын.

## История
Создан в июне 2000 года по рекомендации комиссии «Русский язык в СМИ» бывшего Совета по русскому языку при Правительстве Российской Федерации. Функционирует при поддержке Федерального агентства по печати и массовым коммуникациям (Роспечати).
На сайте доступны словари и другая информация, связанная с русским языком, а также действует так называемое Справочное бюро, отвечающее на вопросы пользователей.
Научно-публицистическая деятельность портала координируется редакционным советом, который возглавляет ректор Государственного института русского языка им. А. С. Пушкина, вице-президент Российского общества преподавателей русского языка и литературы, доктор филологических наук Юрий Прохоров.
Портал — четырежды лауреат премии Рунета: получал её в 2004 году (специальный диплом оргкомитета), 2005 и 2006 годах (номинация «Наука и образование»), а также в 2007 году (номинация «Интеллект в Рунете»).
17 декабря 2013 года присуждена премия Правительства Российской Федерации 2013 года в области средств массовой информации — за создание и развитие портала «ГРАМОТА.РУ».
В 2012 году портал «Грамота.ру» получил финансовую поддержку от государства в размере 4,5 миллионов рублей, став самым бюджетным интернет-проектом.

### Перезапуск
22 ноября 2023 года «Грамота.ру» объявила о перезапуске портала в «национальную цифровую платформу русского языка» и впервые с 2000 года полностью обновила дизайн сайта. Перезапуск именно в эту дату был приурочен к Дню Словаря и дню рождения Владимира Даля.

## Символ
До редизайна в 2023 году эмблемой портала «Грамота.ру» являлась улитка. На вопрос (№ 270114), кто придумал этот логотип и в чём его смысл, почему именно улитка стала символом, «Грамота.ру» дала ответ: «Улитка символизирует медленно растущую грамотность пользователей Интернета, чему мы стараемся способствовать :)».

## Отзывы
Фонд «Русский мир» называет портал «Генеральным представительством русского языка в Интернете» и указывает, что сайт «создавал новые формы поддержания языковых норм для шагнувшего в интернет русского языка».
Председатель Общества любителей российской словесности, лингвист и общественный деятель В. П. Нерознак считает, что сайт был создан «хранителями русского языка», а «в составе редакционного совета — крупнейшие специалисты по русскому языку».